# Johannes Kühn
Johannes Kühn (Passau, 19 de noviembre de 1991) es un deportista alemán que compite en biatlón.
Ganó una medalla de bronce en el Campeonato Mundial de Biatlón de 2025 y dos medallas en el Campeonato Europeo de Biatlón, en los años 2012 y 2021.

## Palmarés internacional
| Campeonato Mundial | Campeonato Mundial       | Campeonato Mundial | Campeonato Mundial |
| Año                | Lugar                    | Medalla            | Prueba             |
| ------------------ | ------------------------ | ------------------ | ------------------ |
| 2025               | Lenzerheide (Suiza)      | Medalla de bronce  | Relevo             |
| Campeonato Europeo |                          |                    |                    |
| Año                | Lugar                    | Medalla            | Prueba             |
| 2012               | Osrblie (Eslovaquia)     | Medalla de oro     | Relevo             |
| 2021               | Duszniki-Zdrój (Polonia) | Medalla de bronce  | Velocidad          |